# Deurne (Bélgica)
Deurne (pronunciación en neerlandés: /ˈdøːrnə/ⓘ) es el segundo distrito más grande del municipio de Amberes, Bélgica, (justo después del distrito de la ciudad de Amberes) y tiene 79.627 habitantes (2019).
Deurne es conocido por su entorno verde con el parque más grande de Amberes Rivierenhof.

## Historia

### Antiguo régimen
Se decía que Deurne era el lugar donde el misionero irlandés  Fredigand fue abad de la Abadía de Kerkelodor en el siglo 8.
Hay indicios de que Deurne existió en la prehistoria y la época romana, pero la primera prueba tangible de Deurne solo se remonta a 1185.
Durante el Antiguo régimen Deurne no era más que parte del interior oriental de Amberes.  Como muchas viviendas se asentó en el cruce de un río (el Schijn) y una ruta de conexión (el “Turnhoutse baan”: la carretera de Amberes a Turnhout).  
Deurne consistía principalmente en tierras de cultivo escasamente pobladas. Sin embargo, como resultado directo de la creciente riqueza de la población de Amberes, se erigieron muchas fincas aristocráticas (la llamada “Hof van Plaisantie” era una finca rural específica, una versión bourgeois de un castillo o casa de campo).  Típicamente, comerciantes, diplomáticos, artistas ricos (como Peter Paul Rubens f.i.) escapaban a su Hof van Plaisantie.  Algunas casas de campo en Deurne eran: Sterckxhof, Papenhof, Lakbors, Bisschoppenhof, Gallifort, Inkborsch, Bosuil, Ertbrugge & Venneborg. Aunque la mayoría de las casas de campo fueron destruidas a lo largo de los siglos (especialmente en 1542), algunas como Sterckxhof o Bisschoppenhof sobrevivieron.  Otra evidencia sobreviviente de esta historia aristocrática de Deurne es la iglesia de San Fredegand y el cementerio adyacente (el St-Fredegandusbegraafpark).

### sigloXIX
Después de la batalla de Waterloo  Guillermo de Orange comenzó a conectar el puerto de Amberes con su interior a través de la construcción de una serie de canales entre Amberes y Lieja, conectando el Escalda con el  Maas.  La obra, iniciada bajo su reinado en 1823, se completó en 1874.
El efecto de este canal fue establecer una barrera permanente al norte de Deurne (donde fluía el Kleine Schijn), separándolo de Merksem.  En el sur el Grote Schijn formaría la barrera sur de Deurne.  El efecto de ambas barreras fue mejorar un “sentimiento de isla” para Deurne. Esto fue promovido aún más por el establecimiento del  Fortificaciones de Brialmont alrededor de Amberes.  Deurne se dividió y la parte occidental de Deurne (Borgerhout) se convertiría en un municipio separado.  El resto de Deurne ahora yacía fuera del enceinte y se separó física y mentalmente más de Amberes.

### Tiempos modernos
Debido a las barreras construidas en el siglo XIX, la urbanización no comenzaría hasta el siglo XX.  Muchas funciones urbanas a gran escala fueron “caídas” en el área no despeinada previamente ocupada por las fortificaciones de Brialmont (como el salón de eventos Sportpaleis Merksem). La planificación urbana comenzó en 1913 y aunque el plan original nunca se realizó completamente, sí determinó la estructura espacial de Deurne.
Una verdadera explosión demográfica ocurrió debido a esta planificación urbana y la necesidad de que muchos residentes de Amberes encuentren viviendas modernas.  La población creció de 15.432 en 1920 a 52.303 en 1935.
La Segunda Guerra Mundial detuvo esta evolución, principalmente debido a los bombardeos V-2. Después de 1945, el crecimiento de Deurne comenzó de nuevo y en la década de 1960 la vivienda social y otros proyectos comunitarios mejoraron aún más esta nueva identidad urbana de Deurne.
A partir de 1972 Deurne estuvo sujeto al éxodo urbano y a la expansión urbana por el cual la gente se trasladó desde los densos centros urbanos hacia los suburbios. Como resultado, la población comenzó a disminuir en número y la población restante se hizo mayor.
En 1983 Deurne fue absorbido por el municipio de La Gran Amberes (véase: Amberes) por lo que Deurne se convirtió en uno de los 9 distritos.  En 2001 Amberes fue descentralizada, Deurne una vez más tiene su propio consejo electo, no un consejo de la ciudad, sino un consejo de distrito, no un alcalde, sino un “presidente de la junta de gobierno de distrito”.

## Principales atracciones
Deurne tiene uno de los aeropuertos más antiguos que aún funcionan en el mundo, establecido en 1923. El aeropuerto de Amberes es un aeropuerto regional con sólo un número limitado de vuelos al día.
Situado en el aeropuerto se encuentra el museo “Stampe & Vertongen”, en la ubicación de la antigua compañía de producción de aviones del mismo nombre.

## Política

### Universidad del distrito
Los miembros del colegio distrital entre el 1 de enero de 2019 y el 31 de diciembre de 2024 son:
| Universidad del distrito | Universidad del distrito                                                                                  |
| ------------------------ | --- |
| Presidente del distrito  | Tjerk Sekeris (N-VA)                                                                                      |
| Regidores de distrito    | 1. Elke Brydenbach (N-VA) 2. Philip Van Acker (N-VA) 3. Frank Vercammen (SP.A) 4. Freddy Lorent (OpenVld) |

### Consejo de distrito
El consejo de distrito de Deurne tiene un total de 29 escaños. El presidente del consejo del distrito es Geudens Franco (SP.A).

## Personajes conocidos
- Björn Leukemans, ciclista

## Economía
VLM Airlines tiene su oficina central en los terrenos del aeropuerto de Amberes en Deurne; la oficina es también la oficina CityJet de Amberes.